# 于鳳桐
于鳳桐（1984年12月15日—），黑龍江伊春人，中國男子速度滑冰運動員。

## 生平
于鳳桐於鹽湖城冬季奧運的男子個人500米小項中排名第21位，創造了當時的世界青年紀錄，因而成名。同年，于鳳桐在國際速度滑冰短距離世界盃賽的男子個人500米小項之中取得一面銀牌。
翌年，于鳳桐於第十屆全國冬季運動會中的速度滑冰男子個人1000米小項贏得金牌，2004年，在速度滑冰世界杯的意大利和荷蘭兩站之中的男子個人100以及500米賽事贏得冠軍，更在總決賽的1000米賽事奪冠，及後的世界短距離錦標賽的男子個人500米掄元。
2005年，于鳳桐在十運會的速度滑冰男子個人短距離全能摘金，又在美國威斯康星的世界杯分站和意大利分站取得亞軍和冠軍。都靈冬季奧運中，于鳳桐分別在男子個人500米以及男子個人1000米兩個小項中名列第5和第33位。翌年的長春亞洲冬季運動會中，他取得了100小項的銀牌。